# José Pablo Valiente
José Pablo Valiente (Huelva, Andalusia, 1740 - Santa Cruz de Mudela, Castella, 1817) fou un polític espanyol. Fou catedràtic de la Universitat de Sevilla i el 1786, el Govern el comissionà perquè s'encarregues dels afers financers de Mèxic i Ultramar, passant el mateix any a Cuba, amb el propòsit de portar a fi una investigació dels cabdals distribuïts des del principi de la guerra amb els anglesos i sobre els abusos que s'atribuïen a l'intendent J. Ignacio Uriza. La seva administració fou tant honrada com intel·ligent. Denuncià abusos, construí molls, afavorí amb mesures encertades el comerç, molt decaigut per les traves que pesaven sobre ell; prorrogà per dos anys més la supressió de l'alcabala sobre la venda de terres muntanyoses; establí un pla inalterable en totes les oficines públiques; anul·là els vals que torpedinaven el moviment monetari; amplià l'edifici de la Duana; augmentà els rendiments de l'illa; reformà l'onerós pla de recaptació d'impostos que se seguia; suprimí els tràmits inútils; augmentà la capacitat de l'Hospital de Sant Andreu, el que no li impedí ajudar eficaçment la despesa de la guerra contra els anglesos ni redimir els censos que pesaven sobre les rendes reials, augmentant aquestes més del doble. A més fomentà l'ensenyança i la beneficència.